# Johngarthia lagostoma
Johngarthia lagostoma es una especie de malacostráceos decápodo de la familia Gecarcinidae. Originalmente fue incluida dentro del género Gecarcinus.

## Distribución geográfica
Habita en las áreas de pesca de la FAO 34 y 47, que comprenden los sectores centro oriental y sur oriental del océano Atlántico respectivamente.